# 文山荷馬條鰍
文山荷馬條鰍（學名：Homatula wenshanensis），也称文山副鳅，為輻鰭魚綱鯉形目條鰍科荷馬條鰍屬的其中一種，其采集于采于云南省文山州文山市喜古乡，因而种加词命名为“wenshanensis”（意为“云南文山的”）。分布於亞洲中國雲南省薩爾溫江上游流域，體長可達9公分，棲息在河川底層水域，生活習性不明。